# Nantes 7
Nantes 7 est une ancienne chaîne de télévision locale de la Loire-Atlantique lancée en 10 décembre 2004. Son statut a quelque peu changé en novembre 2009, à la suite de difficultés financières. Elle cesse d'émettre le 23 mai 2011 et fusionne avec Télénantes.

## Historique
Éditée depuis sa naissance par le SAS TV de la Loire-Atlantique, Nantes 7 partage un même canal de diffusion et donc son temps d'antenne avec la chaîne Télénantes, station associative notamment financée par la mairie de Nantes, le Conseil Général de la Loire-Atlantique et les Caisses d'épargne. Nantes 7 diffuse ses programmes tout au long de la journée jusqu'à 20 h 45 tandis que Télénantes dispose du créneau de première partie de soirée. 
La chaîne possède sa propre régie publicitaire (Régie TV Ouest) pour collecter la publicité locale. Sa régie publicitaire nationale est assurée par TF1 Publicité.
En août 2009, les actionnaires décident de ne plus continuer à financer le déficit de la chaîne, dont le cumul atteint les 10 millions d'euros, dont 7 pris en charge par le groupe Ouest-France. La chaîne dépose le bilan. En novembre 2009, le tribunal de commerce de Nantes décide de la reprise de Nantes 7 par Télénantes en conservant la moitié des trente salariés de la chaîne.
Au printemps 2011, elle fusionne avec sa partenaire Télénantes pour former N7 TV.

## Identité visuelle

### Logos

Logo de 2004 à 2007
Logo de 2007 à 2011

## Capital
L'actionnariat de la chaîne se répartit entre Télénantes (38 %), le Crédit Mutuel (25 %), TV Loco (15 %), l'agence régionale d'information économique API (15 %), l'association Sciences Com (6 %) et le Centre de communication de l'Ouest (CCO, 1 %).
Jusqu'en novembre 2009, Nantes 7 appartient à 35,5 % au Groupe SIPA - Ouest-France (en décembre 2005, le pôle Ouest de la Socpresse est racheté par le groupe SIPA Ouest-France). Complètent ce tour de table Le Télégramme (avec 17 %), les Caisses d'Épargne, le groupe d'intérim Synergie et la mutuelle Harmonie (avec 14,5 % chacun).
À l'origine[Quand ?], l'actionnaire principal est la Socpresse via Presse-Océan à 49 %, en collaboration avec le groupe spécialisé dans le travail temporaire Synergie, Le Télégramme, La Mutuelle Atlantique, la Caisse d'épargne et une quarantaine de sociétés nantaises.

## Diffusion
Outre certains réseaux câblés et ADSL, Nantes 7 est diffusée en numérique hertzien sur le département de la Loire-Atlantique par l'émetteur de Haute-Goulaine.

## Programmes
Nantes 7 est une chaîne de divertissement et d'informations locales. Avec des journaux télévisés, des magazines, des rendez-vous sportifs, des invités et des débats. Elle propose chaque jour des informations pratiques aux Nantais.
La rédaction est constituée de 14 journalistes, produit un journal d’actualité quotidien du lundi au vendredi, des émissions et des magazines.

### Principales émissions
- Faut s'attendre à tout, chaque jour en semaine à 18 h : Invités, chroniqueurs, divertissements et jeux présentés en direct par Julien Mahet.
- Le 7 minutes L'info tout en images à 20 h 35 et midi
- Sport 7 (Les sports nantais) le lundi à 19 h 30
- 7 & CO (Economie) le lundi à 19 h 45
- 7 familles (jeune public) le mercredi à 19 h 30
- Histoire de voir Découverte du patrimoine régional le mercredi à 19 h 45
- 7 à l'écran Sorties en salles le mardi à 19 h 30
- Loire en scène Magazine musical régional le mardi à 19 h 45
- Fous de foot Débat avec la presse régionale sur l'actualité du FCN le jeudi à 19 h 30
- Grand Tourisme Magazine automobile le vendredi à 19 h 30
- Cap Océan (Magazine de la mer) le vendredi à 19 h 45
- Le journal des Canaris (FCN) quotidien à 20 h 45
- 7 à dire Débat avec la presse régionale le dimanche à 18 h 30